# José Ramón García Hernández
Pour les articles homonymes, voir García et José Ramón García.
José Ramón García Hernández, né le 5 juillet 1971, est un diplomate et homme politique espagnol membre du Parti populaire (PP).
Il devient député de la circonscription de Madrid en avril 2014.

## Biographie

### Vie privée
Il est marié et père de trois enfants.

### Formation et profession
Il possède une licence en sciences économiques et entrepreneuriales de l'ICADE ainsi qu'une licence en sciences politiques et sociologie de l'université nationale d'enseignement à distance (UNED). Diplômé en hautes études de Défense par le CESEDEN, il est titulaire d'un doctorat en science politique de l'université complutense de Madrid. Diplomate de carrière, il est envoyé à la légation diplomatique espagnole en Bosnie-Herzégovine en 2004. Après cette expérience, il publie le livre Cartas de Sarajevo : reflexiones de política y relaciones internacionales.

### Député au Congrès
Élu membre du Comité exécutif national du Parti populaire à Séville, en février 2012, lors du 17e congrès de la formation politique, Mariano Rajoy le choisit au poste de secrétaire exécutif aux Relations internationales au sein de sa nouvelle direction. Lors des élections générales de novembre 2011, il est investi en 26e position sur la liste conduite par Rajoy dans la circonscription de Madrid. Il n'est pas directement élu car la liste ne remporte qu'un total de 19 mandats. Il fait cependant son entrée au Congrès des députés en avril 2014 du fait de la démission d'Ignacio Astarloa, désigné président du Conseil consultatif de la Communauté de Madrid. Membre suppléant de la députation permanente, il intègre la commission des Affaires étrangères et est choisi comme deuxième vice-président de la commission des Budgets.
Faisant partie du comité de campagne du Parti populaire à l'occasion des élections générales de décembre 2015
, il est placé en deuxième position sur la liste de Pablo Casado dans la circonscription d'Ávila,,. Avec 49,14 % des suffrages exprimés, la liste remporte deux des trois mandats en jeu. Réélu, il devient porte-parole titulaire à la commission des Affaires étrangères et deuxième vice-président de la délégation espagnoles à l'Assemblée parlementaire du Conseil de l'Europe. Conservant son mandat lors du scrutin législatif anticipé de juin 2016, il est confirmé dans l'ensemble de ses responsabilités parlementaires.

### Candidat à la présidence du PP
Après l'adoption de la motion de censure dirigée contre le deuxième gouvernement de Mariano Rajoy, le 1er juin 2018, le président du gouvernement déchu annonce son intention de quitter la présidence du PP et de convoquer un congrès extraordinaire devant permettre le renouvellement de la direction nationale du parti. En annonçant sa candidature le 16 juin, il est le premier militant à se positionner après avoir demandé la tenue d'un débat idéologique à l'occasion du congrès ; demande refusée par la direction sortante et les principaux dirigeants territoriaux du parti. Il fait campagne autour de propositions tendant à un « renouvellement absolu » des appareils dirigeants, notamment en proposant la limitation des mandats à huit années,. Lors du dépôt des parrainages, le 20 juin, il indique sa volonté de ne s'intégrer dans aucune autre candidature afin qu'un « véritable débat » s'installe entre les différents aspirants.
Alors qu'il reçoit le soutien de 668 militants sur les 58 305 votants, il appelle Soraya Sáenz de Santamaría, arrivée en tête, à la création d'une liste unique à soumettre au vote final des délégués,,. Il apporte son plein soutien à Pablo Casado après l'échec d'une liste commune et se voit inclus sur la liste de celui-ci à un poste de libre désignation réservé au président du parti,. La victoire de Casado lui permet d'être élu au Comité exécutif du parti et d'être confirmé dans ses responsabilités de secrétaire aux Affaires internationales, sous l'autorité de la vice-secrétaire à l'Étude et aux Programmes Andrea Levy,.